# Диван (Османско царство)
Ово је чланак о Дивану као државном органу у Османском царству. Уколико сте тражили намештај диван, односно отоман, погледајте: диван (намештај).
Диван је био царски савет и влада Османског царства, у модерном смислу "султанов кабинет".  Диван је био састављен од разних везира (министара) и владајуће класе тј. племића, на челу са великим везиром. Велики везир је имао обавезу да обавести султана о мишљењима Дивана. Диван се састајао у Bâb-i-âlî (بابِ علی, срећна или велика врата) или Топкапи, делу царског дворског комплекса. Ту су расправљали о политици царства.
Током генерација, османски владари су показивали све мање воље да се баве тешким послом управљања огромном државом. Од XVIII века сву стварну власт су препуштали својим сарадницима, Дивану и порти. У XIV веку се Диван састојао од три везира а у XVII од једанаест, од чега су четворица служили као везири дома, односно као најважнији министри после великог везира. Понекад су и командири јањичара (аге) учествовали на састанцима Дивана.

## Дефиниција
Сала Дивана налазила се у другом дворишту Палате, са леве стране од улаза. Изграђена је током Сулејманове владавине и представља седиште владе. Диван је било веће које су чинили најодговорнији прваци Царства. У почетку је сам султан председавао Диваном, а касније, током Мехмедове владавине (изгледа од 1475) та дужност је пренета на великог везира. У једном од зидова сале био је отвор са решеткама иза кога је султан непримећен могао пратити седницу. Након седнице је велики везир подносио извештај о раду Дивана. Диван се састајао четири јутра недељно, од суботе до уторка. Поред великог везира, сачињавали су га: везири куполе, контролори финансија, секретар Дивана, двојица „војних судија“, намесник Румелије (када је боравио у Цариграду). Част да присуствује Дивану дата је и Великом адмиралу (капуданпаши) Хајрудину Барбароси због изузетних заслуга у служби.
Диван је имао улогу и врховног суда коме су се поданици могли жалити на одлуке нижих судова. На њему се расправљало о значајним питањима везаним за царску власт. Водили су се преговори са амбасадорима, приређивали званични пријеми, свечано су показиване главе погубљених непријатеља.

## Велики везир
На челу Дивана налазио се велики везир. Он је био апсолутни опуномоћеник султана. Извесно политичко слабљење моћи султана и јачање везирата почиње од владавине Мехмеда, а завршава се владавином Сулејмана. У овом периоду је везират прешао пут од „извршног везирата“ до „опуномоћеног везирата“. Султан је предао везиру царске печате чиме му је у суштини предавао у руке готово сву власт. Везир је био друга личност у царству. Могли су га служити чак и чланови османске династије. Поред седница Дивана, везир је сваког јутра (сем уторком) преседавао мањим састанцима на којима се одлучивало о текућим питањима. Постављао је високе цивилне и војне службенике и командовао је војском када султан није био лично присутан. Уз помоћ двојице „војних судија“ делио је правду у султаново име, а петком послеподне председавао је посебним Диваном на коме је расправљано о шеријатским питањима. Био је одговоран за ред у престоници. Његова власт ипак је била ограничена. За важна питања морао се консултовати са другим везирима. О неким питањима није могао одлучивати: нпр. о унутрашњим службама у палати, јаничарском аги, финансијама (није могао да прави никакве трошкове без одобрења султана). Сулејман је на везирски престо углавном постављао робове хришћане (седам од девет везира). Султан је именовао и разрешивао везира по својој вољи. Везир је био само један од његових робова (кул). Најбољи пример је Ибрахим-паша који је због великих амбиција задављен у својој соби у Новој палати, поред саме собе Сулејмана.

## Остали учесници
Иза великог везира долазила су двојица или тројица „везира куполе“ названих по куполи која је покривала салу већа. Нису имали стална задужења, али су им поверавани важни задаци (нпр. команда над војним походом у случају одсуства великог везира). Они су били наследници великог везира. Други везир долази на везирски престо после смрти првог, а трећи везир постаје други.
Лево од великог везира седела су двојица „војних судија“ (казаскера). Ова функција је у почетку била јединствена, али је дуплирана током Мехмедове владавине. Постојао је виши по рангу Румелијски војни судија, и анадолијски. Сваки је био на челу улеме за своје географско подручје. Војне судије расправљају о питањима која ће се поставити пред Диван и постављају судије (кадије) и професоре (мудерисе) на својој територији.
Значај казаскера се половином 16. века смањује у корист цариградског муфтије који је називан и шејх ул-исламом. Он је главни верски ауторитет у Царству. Издавао је мишљења о правним питањима и одлучивао је о усклађености неких политичких одлука са шеријатом. Био је један од главних механизама Царства, нека врста парњака православном грчком патријарху. Под његовим надзором је постављање свих кадија и мудериса чија је плата прелазила 40 акчи дневно. И муфтија је био само један од султанових робова. 
Секретар је имао задатак да на службена акта ставља тугру (нишан) која је потврђивала њихову аутентичност. Био је задужен и за рад архива. Постојао је и администратор финансија, задужен за економска питања. Он се бринуо о приходима и расходима Царства. Под надзором последња два члана Дивана била је сва бирократија Царства.